# Rio Drojdia
O Rio Drojdia é um rio da Romênia, afluente do Pârâul Negru, localizado no distrito de Sibiu.